# Текла Шварцбург-Рудольштадтська (1795–1861)
Текла Шварцбург-Рудольштадтська (нім. Thekla von Schwarzburg-Rudolstadt, 23 лютого 1795 — 4 січня 1861) — принцеса Шварцбург-Рудольштадтська з роду Шварцбургів, донька князя Шварцбург-Рудольштадту Людвіга Фрідріха II та принцеси Гессен-Гомбурзької Кароліни, дружина 2-го князя Шонбурзького Отто Віктора I.

## Біографія
Народилась 23 лютого 1795 року у Рудольштадті. Була третьою дитиною та другою донькою в родині князя Шварцбург-Рудольштадту Людвіга Фрідріха II та його дружини Кароліни Гессен-Гомбурзької. З семи дітей пари, окрім Текли, дорослого віку досягли її старший брат Фрідріх Ґюнтер та молодший — Альберт.
У 12-річному віці втратила батька. Матір більше не одружувалась, виконуючи надалі функції регентки князівства.
У 22 роки Текла стала дружиною 32-річного князя Шонбурзького Отто Віктора I. Весілля відбулося 11 квітня 1817 у Вальденбурзі або Рудольштадті. У подружжя народилося дев'ятеро дітей

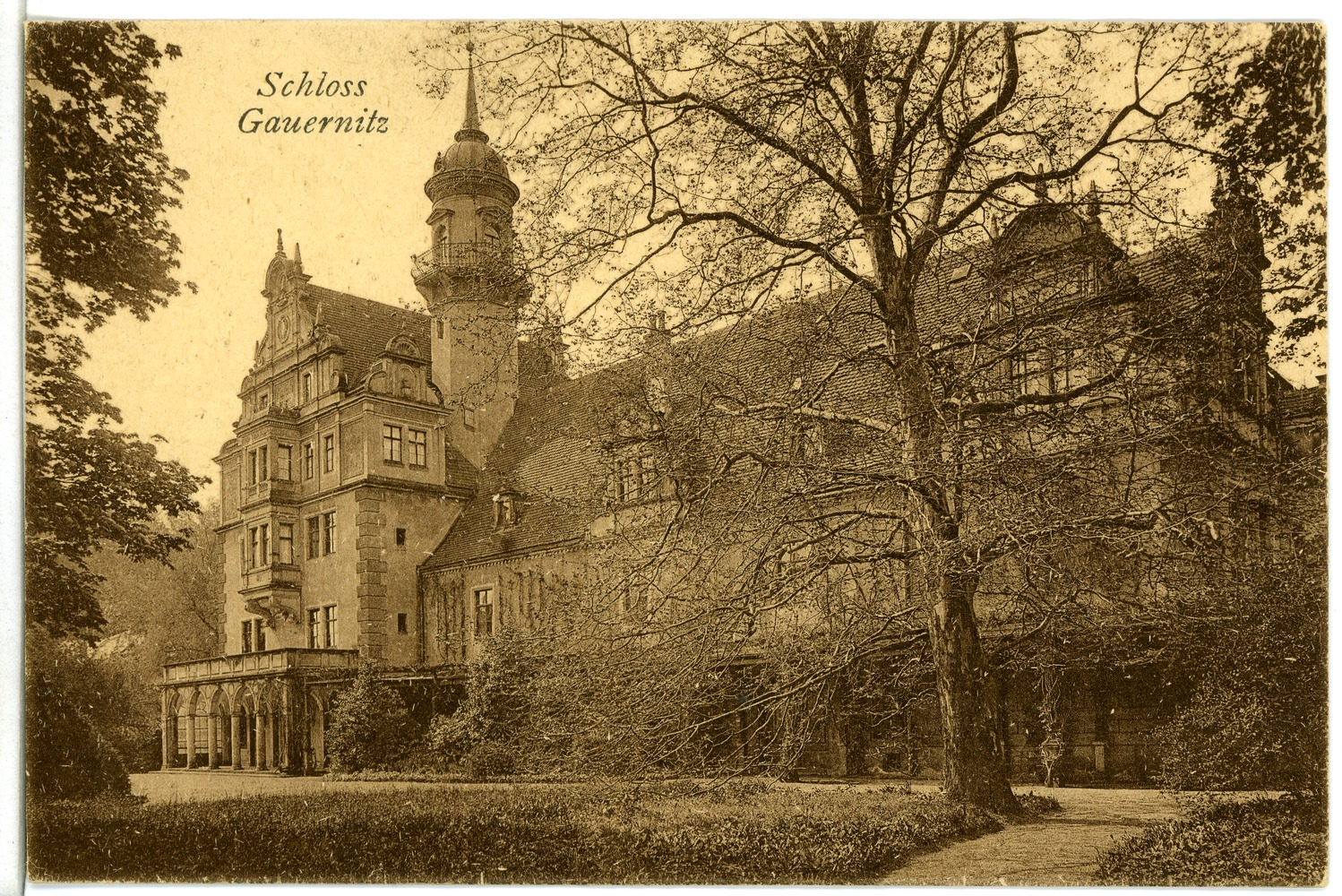
Замок Ґауерніц, 1909

Основною резиденцією сімейства слугував замок Вальденбург у Саксонії, модернізований протягом 1835—1840 років. Літо проводили у замку Ґауерніц, який близько 1850 року також зазнав перебудов. Родинне життя було простим і суворо регламентованим.
Отто Віктор, будучи крупним землевласником, домігся особливого положення шонбурзьких володінь у Саксонському королівстві і продовжував захищати його протягом життя. Виступав поборником освіти, науки та суспільного добробуту, але, разом з тим, був стійким прихильником застарілих феодальних прав. Через це, в ході революції 1848 року, протестуючі робітники взяли замок Вальденбург штурмом, пограбували та спалили. Полум'я знищило численні витвори мистецтва, бібліотеку та архіви. Князівська родина втекла до Альтенбургу і повернулася лише наступного року. У 1855—1859 роках на місці старого замку було зведено новий.
У лютому 1859 року чоловік Текли раптово помер, і їхній старший син переніс основну резиденцію до замку Ґауерніц. Саме там княгиня пішла з життя 4 січня 1861 року. Була похована у Шонбурзькій родинній крипті в замку Ліхтенштайн однойменного містечка.

## Родина
Чоловік — Отто Віктор
Діти:
- Марія (1818—1829) — прожила 11 років;

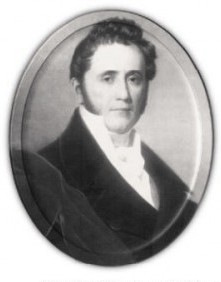
Отто Віктор I

- Отто Фрідріх (1819—1893) — 3-й князь Шонбурзький у 1859—1893 роках, був одружений з Памелою Лабунською, мав восьмеро дітей;
- Іда (1821—1895) — дружина графа фон Вартенслебена Віктора, дітей не мала;[9]
- Гуго (1822—1897) — генерал від інфантерії прусського війська, був одруженим з принцесою Ройсс-Кьострицькою Ерміною, мав четверо дітей;
- Емма (1824—1839) — прожила 15 років;
- Матильда (1826—1914) — дружина принца Шварцбург-Рудольштадтського Адольфа, мала сина та трьох доньок;
- Георг (1828—1900) — генерал кінноти саксонського війська, був одружений з принцесою Бентгайм-Текленбурзькою Луїзою, мав двох синів і доньку;
- Отілія (1830—1880) — дружина графа фон Шонбург-Хінтерґлаухау Ріхарда Клеменса, дітей не мала;
- Карл Ернст (1836—1915) — був одружений з графинею Штольберг-Верніґероде Єленою, мав сина та трьох доньок.